# Vuelta a España 2022/2. Etappe
Die 2. Etappe der Vuelta a España 2022 fand am 20. August 2022 statt und war der zweite Abschnitt des Auslandstarts der 77. Austragung des spanischen Etappenrennens in den Niederlanden. Die Strecke führte von ’s-Hertogenbosch über 175,1 Kilometer nach Utrecht. Nach der Zielankunft hatten die Fahrer insgesamt 198,4 Kilometer absolviert, was 6 % der Gesamtdistanz der Rundfahrt entspricht.

## Streckenführung
Der Start der Etappe befand sich in der Nähe des Industriehafens von ’s-Hertogenbosch. Anschließend ging es vorbei am Engelermeer nach Heusden, wo die Fahrer die Maas querten. Weiters passierte die Strecke das Schloss Loevestein und durchfuhr Zaltbommel und Beneden-Leeuwen, ehe auch die Waal und der Nederrijn überquert wurden. In Rhenen folgte eine kurze Schleife, bevor es vorbei am Schloss Amerongen zur einzigen Bergwertung des Tages ging, die nach 104,9 Kilometern abgenommen wurde. Diese ist mit der 3. Kategorie klassifiziert und wurde als Alto de Amerongse Berg (70 m) bezeichnet. Mit einer durchschnittlichen Steigung von 3,3 % bei einer Länge von 1,2 Kilometern stellte dieser Anstieg jedoch keine große Herausforderung dar. Danach führte die Strecke über Scherpenzeel, Doorn und Driebergen-Rijsenburg nach Amersfoort. In diesem Streckenabschnitt erfolgten viele Richtungswechsel und es wurden die unterschiedlichsten Straßen befahren. Die nächsten 20 Kilometer führten die Fahrer auf der N237 auf geradem Weg zum Zielort Utrecht. Auf dem Militärflugplatz Soesterberg wurde 16,8 Kilometer vor dem Ziel ein Zwischensprint ausgefahren, bei dem auch Zeitbonifikationen vergeben wurden. In Utrecht folgten nach dem Fort De Bilt mehrere Kurven, ehe das Ziel auf der Leuvenlaan vor dem Botanischen Garten von Utrecht erreicht wurde.
|                            | Ort                    | Kilometer | Länge (km) | Höhe (m) | Ø Steigung |
| -------------------------- | ---------------------- | --------- | ---------- | -------- | ---------- |
| Start                      | ’s-Hertogenbosch       | 0         |            |          |            |
| Bergwertung (4. Kategorie) | Alto de Amerongse Berg | 105,1     | 1,2        | 70       | 3,3 %      |
| Zwischensprint             | Soesterberg            | 158,3     |            |          |            |
| Bonussprint                | Soesterberg            | 158,3     |            |          |            |
| Ziel                       | Utrecht                | 175,1     |            |          |            |

## Rennverlauf und Ergebnisse
Unmittelbar nach dem Start setzten sich Julius van den Berg (EF Education-EasyPost), Thibault Guernalec (Arkéa-Samsic), Jetse Bol (Burgos-BH), Xabier Mikel Azparren (Euskaltel-Euskadi) und Pau Miquel (Kern Pharma) vom Hauptfeld ab. Das Quintett fuhren einen maximalen Vorsprung von rund fünf Minuten auf das Peloton heraus, in dem das Team Alpecin-Deceuninck das Tempo gestaltete. 70 Kilometer vor dem Ziel wurde die erste Bergwertung der 77. Austragung der Spanien-Rundfahrt überquert. Im Kampf um das Bergtrikot setzte sich der Niederländer Julius van den Berg vor Thibault Guernalec durch und übernahm somit die Führung in der Sonderwertung. Kurz drauf wurde die Ausreißergruppe rund 59 Kilometer vor dem Ziel von dem Peloton eingeholt. 45 Kilometer vor dem Ziel griff Luis Ángel Maté (Euskaltel-Euskadi) an und setzte sich an die Spitze des Rennens. Das Hauptfeld gewährte ihm einen kleinen Vorsprung, holte ihn jedoch noch vor dem Zwischensprint ein, der 16,8 Kilometer vor dem Ziel ausgefahren wurde. Bei dem Zwischensprint setzte sich Mads Pedersen (Trek-Segafredo) vor Sam Bennett (Bora-hansgrohe) und Daan Hoole (Trek-Segafredo) durch. Ethan Hayter (Ineos Grenadiers) der in der Gesamtwertung 13 Sekunden hinter dem führenden Robert Gesink (Jumbo-Visma) zurücklag, belegte im Zwischensprint Platz vier und ging somit im Kampf um die Bonifikationssekunden leer aus. Unterdessen nahm die Nervosität im Fahrerfeld zu und es kam immer wieder zu Stürzen. Während Gregor Mühlberger (Movistar), Wout Poels (Bahrain Victorious) und Kamil Małecki (Lotto Soudal) das Rennen fortsetzten konnten, musste der Belgier Steff Cras (Lotto Soudal) die Rundfahrt nach einem Sturz als erster Fahrer aufgeben.
Im Finale der Etappe blieb es weiter hektisch. Den Zielsprint eröffnete die Mannschaft Trek-Segafredo für Mads Pedersen, der sich schlussendlich nur dem Iren Sam Bennett geschlagen geben musste. Platz drei ging an Tim Merlier (Alpecin-Deceuninck). Für Sam Bennett war es bereits der vierte Etappensieg bei der Spanien-Rundfahrt und er schob sich zudem an die Spitze der Punktewertung. Robert Gesink gab nach einem Tag im Roten Trikot die Gesamtführung an seine Teamkollegen Mike Teunissen ab, der im Schnitt bei den Zielankünften besser platziert war. Weiters behauptete Ethan Hayter die Führung in der Nachwuchswertung. Trotz eines weiteren Sturzes auf der Zielgeraden erreichten mit Ausnahme von Steff Cras alle Fahrer das Ziel. Aufgrund der 3-Kilometer-Regel, kam es zu keinen Zeitabständen zwischen den Gesamtklassement-Fahrern.
| \| Etappenergebnis \| Etappenergebnis \| Etappenergebnis \| Etappenergebnis \| Etappenergebnis \| \| Fahrer \| Fahrer \| Land \| Team \| Zeit \| \| --------------- \| ---------------- \| ---------------------- \| ----------------------- \| --------------- \| \| 1. \| Sam Bennett \| Irland \| Bora-Hansgrohe \| 3 h 49 min 34 s \| \| 2. \| Mads Pedersen \| Dänemark \| Trek-Segafredo \| + 0 s \| \| 3. \| Tim Merlier \| Belgien \| Alpecin-Deceuninck \| + 0 s \| \| 4. \| Mike Teunissen \| Niederlande \| Jumbo-Visma \| + 0 s \| \| 5. \| Pascal Ackermann \| Deutschland \| UAE Team Emirates \| + 0 s \| \| 6. \| Daniel McLay \| Vereinigtes Königreich \| Arkéa-Samsic \| + 0 s \| \| 7. \| Itamar Einhorn \| Israel \| Israel-Premier Tech \| + 0 s \| \| 8. \| Jake Stewart \| Vereinigtes Königreich \| Groupama-FDJ \| + 0 s \| \| 9. \| John Degenkolb \| Deutschland \| Team DSM \| + 0 s \| \| 10. \| Kaden Groves \| Australien \| Team BikeExchange-Jayco \| + 0 s \| |                  |                        |                         |                 |
| |                  |                        |                         |                 |
| Quelle: ProCyclingStats |                  |                        |                         |                 |
| Etappenergebnis |                  |                        |                         |                 |
| Fahrer | Fahrer           | Land                   | Team                    | Zeit            |
| 1. | Sam Bennett      | Irland                 | Bora-Hansgrohe          | 3 h 49 min 34 s |
| 2. | Mads Pedersen    | Dänemark               | Trek-Segafredo          | + 0 s           |
| 3. | Tim Merlier      | Belgien                | Alpecin-Deceuninck      | + 0 s           |
| 4. | Mike Teunissen   | Niederlande            | Jumbo-Visma             | + 0 s           |
| 5. | Pascal Ackermann | Deutschland            | UAE Team Emirates       | + 0 s           |
| 6. | Daniel McLay     | Vereinigtes Königreich | Arkéa-Samsic            | + 0 s           |
| 7. | Itamar Einhorn   | Israel                 | Israel-Premier Tech     | + 0 s           |
| 8. | Jake Stewart     | Vereinigtes Königreich | Groupama-FDJ            | + 0 s           |
| 9. | John Degenkolb   | Deutschland            | Team DSM                | + 0 s           |
| 10. | Kaden Groves     | Australien             | Team BikeExchange-Jayco | + 0 s           |

## Gesamtstände
| \| Gesamtwertung \| Gesamtwertung \| Gesamtwertung \| Gesamtwertung \| Gesamtwertung \| \| Fahrer \| Fahrer \| Land \| Team \| Zeit \| \| ------------- \| ---------------- \| ---------------------- \| ---------------- \| --------------- \| \| 1. \| Mike Teunissen \| Niederlande \| Jumbo-Visma \| 4 h 14 min 14 s \| \| 2. \| Edoardo Affini \| Italien \| Jumbo-Visma \| + 0 s \| \| 3. \| Sam Oomen \| Niederlande \| Jumbo-Visma \| + 0 s \| \| 4. \| Primož Roglič \| Slowenien \| Jumbo-Visma \| + 0 s \| \| 5. \| Sepp Kuss \| Vereinigte Staaten \| Jumbo-Visma \| + 0 s \| \| 6. \| Robert Gesink \| Niederlande \| Jumbo-Visma \| + 0 s \| \| 7. \| Richard Carapaz \| Ecuador \| Ineos Grenadiers \| + 13 s \| \| 8. \| Ethan Hayter \| Vereinigtes Königreich \| Ineos Grenadiers \| + 13 s \| \| 9. \| Pavel Sivakov \| Frankreich \| Ineos Grenadiers \| + 13 s \| \| 10. \| Carlos Rodríguez \| Spanien \| Ineos Grenadiers \| + 13 s \| |                  |                        |                  |                 |
| |                  |                        |                  |                 |
| Quelle: ProCyclingStats |                  |                        |                  |                 |
| Gesamtwertung |                  |                        |                  |                 |
| Fahrer | Fahrer           | Land                   | Team             | Zeit            |
| 1. | Mike Teunissen   | Niederlande            | Jumbo-Visma      | 4 h 14 min 14 s |
| 2. | Edoardo Affini   | Italien                | Jumbo-Visma      | + 0 s           |
| 3. | Sam Oomen        | Niederlande            | Jumbo-Visma      | + 0 s           |
| 4. | Primož Roglič    | Slowenien              | Jumbo-Visma      | + 0 s           |
| 5. | Sepp Kuss        | Vereinigte Staaten     | Jumbo-Visma      | + 0 s           |
| 6. | Robert Gesink    | Niederlande            | Jumbo-Visma      | + 0 s           |
| 7. | Richard Carapaz  | Ecuador                | Ineos Grenadiers | + 13 s          |
| 8. | Ethan Hayter     | Vereinigtes Königreich | Ineos Grenadiers | + 13 s          |
| 9. | Pavel Sivakov    | Frankreich             | Ineos Grenadiers | + 13 s          |
| 10. | Carlos Rodríguez | Spanien                | Ineos Grenadiers | + 13 s          |

| Punktewertung | Punktewertung    | Punktewertung          | Punktewertung       | Punktewertung |
| Fahrer        | Fahrer           | Land                   | Team                | Punkte        |
| ------------- | ---------------- | ---------------------- | ------------------- | ------------- |
| 1.            | Sam Bennett      | Irland                 | Bora-Hansgrohe      | 67 P.         |
| 2.            | Mads Pedersen    | Dänemark               | Trek-Segafredo      | 50 P.         |
| 3.            | Tim Merlier      | Belgien                | Alpecin-Deceuninck  | 20 P.         |
| 4.            | Mike Teunissen   | Niederlande            | Jumbo-Visma         | 18 P.         |
| 5.            | Pascal Ackermann | Deutschland            | UAE Team Emirates   | 16 P.         |
| 6.            | Daan Hoole       | Niederlande            | Trek-Segafredo      | 15 P.         |
| 7.            | Daniel McLay     | Vereinigtes Königreich | Arkéa-Samsic        | 14 P.         |
| 8.            | Ethan Hayter     | Vereinigtes Königreich | Ineos Grenadiers    | 13 P.         |
| 9.            | Itamar Einhorn   | Israel                 | Israel-Premier Tech | 12 P.         |
| 10.           | Jake Stewart     | Vereinigtes Königreich | Groupama-FDJ        | 10 P.         |

| Bergwertung | Bergwertung         | Bergwertung | Bergwertung           | Bergwertung |
| Fahrer      | Fahrer              | Land        | Team                  | Punkte      |
| ----------- | ------------------- | ----------- | --------------------- | ----------- |
| 1.          | Julius van den Berg | Niederlande | EF Education-EasyPost | 2 P.        |
| 2.          | Thibault Guernalec  | Frankreich  | Arkéa-Samsic          | 1 P.        |

| Nachwuchswertung | Nachwuchswertung | Nachwuchswertung       | Nachwuchswertung        | Nachwuchswertung |
| Fahrer           | Fahrer           | Land                   | Team                    | Zeit             |
| ---------------- | ---------------- | ---------------------- | ----------------------- | ---------------- |
| 1.               | Ethan Hayter     | Vereinigtes Königreich | Ineos Grenadiers        | 4 h 14 min 27 s  |
| 2.               | Pavel Sivakov    | Frankreich             | Ineos Grenadiers        | + 0 s            |
| 3.               | Carlos Rodríguez | Spanien                | Ineos Grenadiers        | + 0 s            |
| 4.               | Lucas Plapp      | Australien             | Ineos Grenadiers        | + 0 s            |
| 5.               | Remco Evenepoel  | Belgien                | Quick-Step Alpha Vinyl  | + 1 s            |
| 6.               | Ilan Van Wilder  | Belgien                | Quick-Step Alpha Vinyl  | + 1 s            |
| 7.               | Kaden Groves     | Australien             | Team BikeExchange-Jayco | + 18 s           |
| 8.               | Kelland O’Brien  | Australien             | Team BikeExchange-Jayco | + 18 s           |
| 9.               | Brandon McNulty  | Vereinigte Staaten     | UAE Team Emirates       | + 20 s           |
| 10.              | Juan Ayuso       | Spanien                | UAE Team Emirates       | + 20 s           |

| Mannschaftswertung | Mannschaftswertung     | Mannschaftswertung           | Mannschaftswertung |
| Team               | Team                   | Land                         | Zeit               |
| ------------------ | ---------------------- | ---------------------------- | ------------------ |
| 1.                 | Jumbo-Visma            | Niederlande                  | 11 h 53 min 22 s   |
| 2.                 | Ineos Grenadiers       | Vereinigtes Königreich       | + 13 s             |
| 3.                 | Quick-Step Alpha Vinyl | Belgien                      | + 14 s             |
| 4.                 | BikeExchange-Jayco     | Australien                   | + 31 s             |
| 5.                 | UAE Team Emirates      | Vereinigte Arabische Emirate | + 33 s             |
| 6.                 | Groupama-FDJ           | Frankreich                   | + 38 s             |
| 7.                 | Bora-Hansgrohe         | Deutschland                  | + 41 s             |
| 8.                 | Trek-Segafredo         | Vereinigte Staaten           | + 42 s             |
| 9.                 | Bahrain Victorious     | Bahrain                      | + 42 s             |
| 10.                | Movistar Team          | Spanien                      | + 43 s             |

## Ausgeschiedene Fahrer
Die folgenden Fahrer waren aus der Tour ausgeschieden:
- Steff Cras (Lotto Soudal) – DNF nach Ellbogenbruch